# Halsen Idrettsforening
L'Halsen Idrettsforening è una società calcistica norvegese con sede nella città di Østre Halsen. Milita nella 4. divisjon, la quinta divisione del campionato norvegese. La squadra gioca le partite casalinghe al Bergeskogen Kunstgress.

## Storia
La squadra ha giocato nel Norgesserien 1937-1938, all'epoca massima divisione del campionato locale.